# OK Lliga femenina 2016-2017
L'OK Lliga Femenina 2016-17 fou la novena edició de la Lliga espanyola d'hoquei sobre patins. Es disputà des del 15 d'octubre de 2016 fins al 27 de maig de 2017 i fou organitzada per la Federació Espanyola de Patinatge. Hi participaren catorze equips, amb una majoritària presència dels clubs catalans. Es disputà en format de lligueta a doble volta, amb un total de vint-i-sis jornades. El sorteig del calendari de la competició es realitzà al Museu Olímpic i de l'Esport Joan Antoni Samaranch de Barcelona, on s'anuncià la creació de la Supercopa d'Espanya femenina la temporada 2017-18.

## Sistema de competició
La competició es disputà en format de sistema de tots contra tots a doble volta, celebrant-se un partit en camp propi i l'altre en camp contrari, amb un total de vint-i-sis jornades. La classificació final s'establí d'acord amb els punts totals obtinguts per cada equip en finalitzar el campionat. Els equips aconseguiren tres punts per cada partit guanyat, un punt per cada empat i cap punt pels partits perduts. Si en finalitzar el campionat dos equips igualen a punts, els mecanismes per desempatar la classificació són els següents:
1. Qui tingui una major diferència entre gols a favor i en contra segons el resultat dels partits jugats entre ells.
2. Qui tingui la diferència més gran de gols a favor tenint en compte tots els obtinguts i rebuts en el transcurs de la competició.

En finalitzar la temporada, els quatre primers classificats disputaren la Lliga Europea de la temporada següent, mentre que els tres últims descendiren de categoria.

## Clubs participants
- Club Patín Alcorcón
- Club Hoquei Patí Bigues i Riells
- Cerdanyola Club Hoquei
- Hostelcur Gijón HC
- Hockey Club Liceo
- Club Patí Manlleu
- Medicare System Mataró
- Generali Hoquei Club Palau de Plegamans
- Club Patín Rivas Las Lagunas
- Club Patín Las Rozas
- Patí Hoquei Club Sant Cugat
- Covesa SFERIC Terrassa
- Club Patí Vilanova
- Club Patí Voltregà

## Taula de resultats
| Casa \ Fora                    | ALC | BIG  | CER | GIJ | LIC | MAN | MAT | PAL | RIV | ROZ | SCG | TER | VIL | VOL |
| ------------------------------ | --- | ---- | --- | --- | --- | --- | --- | --- | --- | --- | --- | --- | --- | --- |
| CP Alcorcón                    | —   | 2–0  | 4–0 | 1–4 | 1–0 | 1–1 | 0–1 | 0–3 | 2–2 | 1–1 | 4–0 | 4–1 | 4–1 | 1–1 |
| CHP Bigues i Riells            | 2–1 | —    | 3–1 | 2–3 | 3–2 | 3–3 | 2–0 | 0–1 | 3–3 | 2–1 | 3–0 | 3–0 | 0–0 | 0–5 |
| Cerdanyola CH                  | 3–0 | 1–1  | —   | 1–6 | 2–0 | 2–2 | 0–4 | 0–4 | 5–1 | 2–1 | 3–2 | 1–2 | 3–0 | 3–3 |
| Hostelcur Gijón HC             | 2–1 | 5–1  | 4–2 | —   | 4–1 | 4–1 | 3–3 | 3–1 | 7–2 | 1–1 | 8–0 | 5–3 | 4–1 | 2–1 |
| HC Liceo                       | 1–0 | 2–3  | 2–2 | 0–4 | —   | 2–2 | 2–1 | 0–4 | 3–3 | 0–5 | 5–0 | 1–3 | 1–0 | 0–5 |
| CP Manlleu                     | 4–2 | 3–2  | 2–0 | 1–3 | 4–1 | —   | 1–0 | 5–3 | 2–2 | 3–1 | 2–0 | 5–5 | 3–1 | 1–3 |
| Medicare System Mataró         | 1–1 | 0–4  | 1–0 | 2–4 | 2–2 | 3–4 | —   | 1–3 | 6–3 | 3–0 | 6–2 | 7–5 | 5–1 | 2–5 |
| Generali HC Palau de Plegamans | 0–0 | 4–3  | 3–1 | 1–1 | 1–2 | 3–0 | 5–2 | —   | 4–2 | 3–0 | 8–0 | 4–5 | 4–1 | 3–7 |
| CP Rivas Las Lagunas           | 1–3 | 11–4 | 1–3 | 3–6 | 2–4 | 0–2 | 5–3 | 2–2 | —   | 2–3 | 6–4 | 1–2 | 2–1 | 2–3 |
| CP Las Rozas                   | 1–1 | 0–2  | 4–0 | 5–2 | 2–1 | 2–1 | 2–1 | 1–0 | 2–0 | —   | 1–1 | 2–1 | 1–2 | 0–0 |
| PHC Sant Cugat                 | 1–4 | 0–2  | 1–2 | 1–7 | 0–2 | 2–4 | 4–3 | 1–7 | 0–3 | 1–3 | —   | 2–1 | 0–5 | 3–6 |
| Covesa SFERIC Terrassa         | 3–0 | 1–2  | 1–1 | 1–6 | 1–2 | 3–2 | 4–2 | 0–4 | 0–4 | 1–1 | 7–0 | —   | 2–2 | 1–7 |
| CP Vilanova                    | 3–2 | 0–1  | 2–1 | 0–8 | 2–3 | 2–0 | 4–2 | 0–2 | 4–3 | 2–1 | 3–0 | 4–0 | —   | 0–5 |
| CP Voltregà                    | 3–0 | 4–2  | 1–0 | 2–4 | 3–0 | 4–2 | 2–1 | 3–3 | 4–1 | 1–2 | 4–0 | 1–2 | 3–2 | —   |

## Classificació final
| Pos | Equip                  | PJ | PG | PE | PP | GF  | GC  | DG  | Pts | Classificació o descens                 |
| --- | ---------------------- | -- | -- | -- | -- | --- | --- | --- | --- | --------------------------------------- |
| 1   | Hostelcur Gijón HC     | 26 | 22 | 3  | 1  | 110 | 38  | +72 | 69  | Classificats per la Lliga europea       |
| 2   | CP Voltregà            | 26 | 18 | 4  | 4  | 86  | 37  | +49 | 58  | Classificats per la Lliga europea       |
| 3   | Generali HC Palau      | 26 | 16 | 4  | 6  | 80  | 40  | +40 | 52  | Classificats per la Lliga europea       |
| 4   | CHP Bigues i Riells    | 26 | 13 | 4  | 9  | 53  | 53  | 0   | 43  | Classificats per la Lliga europea       |
| 5   | CP Las Rozas           | 26 | 12 | 6  | 8  | 43  | 34  | +9  | 42  |                                         |
| 6   | CP Manlleu             | 26 | 12 | 6  | 8  | 60  | 54  | +6  | 42  |                                         |
| 7   | CP Vilanova            | 26 | 10 | 2  | 14 | 43  | 60  | −17 | 32  |                                         |
| 8   | CP Alcorcón            | 26 | 8  | 7  | 11 | 40  | 40  | 0   | 31  |                                         |
| 9   | Covesa SFERIC Terrassa | 26 | 9  | 4  | 13 | 55  | 73  | −18 | 31  |                                         |
| 10  | HC Liceo               | 26 | 9  | 4  | 13 | 39  | 59  | −20 | 31  |                                         |
| 11  | Cerdanyola CH          | 26 | 8  | 5  | 13 | 39  | 55  | −16 | 29  |                                         |
| 12  | Medicare System Mataró | 26 | 12 | 1  | 13 | 57  | 73  | −16 | 37  | Descendeix a la Lliga Nacional Catalana |
| 13  | CP Rivas Las Lagunas   | 26 | 6  | 5  | 15 | 67  | 82  | −15 | 23  | Descendeix a Primera Divisió            |
| 14  | PHC Sant Cugat         | 26 | 2  | 1  | 23 | 25  | 109 | −84 | 7   | Descendeix a la Lliga Nacional Catalana |

| Campió de l'OK Lliga 2016-17   |
| ------------------------------ |
| Hostelcur Gijón HC Segon títol |
| MVP                            |
| Laia Vives                     |

## Estadístiques
| Nota. Jugadores amb vint o més gols |

| Màxima golejadora | Màxima golejadora      | Màxima golejadora      | Màxima golejadora | Màxima golejadora | Màxima golejadora | Màxima golejadora | Màxima golejadora | Màxima golejadora |
| Pos.              | Jugadora               | Club                   | Gols              | PJ                | GPP               | Asst.             | Pen               | FD                |
| ----------------- | ---------------------- | ---------------------- | ----------------- | ----------------- | ----------------- | ----------------- | ----------------- | ----------------- |
| 1                 | Maria Díez             | Hostelcur Gijón HC     | 50                | 26                | 1.92              | 15                | 7/14              | 4/16              |
| 2                 | Natasha Lee            | CP Voltregà            | 36                | 26                | 1.38              | 4                 | 2/7               | 5/12              |
| 3                 | Berta Busquets         | Generali HC Palau      | 28                | 26                | 1.08              | 6                 | 1/6               | 3/6               |
| 4                 | Laura Puigdueta        | Generali HC Palau      | 23                | 26                | 0.88              | 6                 | 2/4               | 0/3               |
| 5                 | Marta Borràs           | CHP Bigues i Riells    | 23                | 26                | 0.88              | 9                 | 3/9               | 3/11              |
| 6                 | Marina Monge           | CP Rivas Las Lagunas   | 23                | 24                | 0.96              | 3                 | 0/3               | 1/5               |
| 7                 | Marta González Piquero | Hostelcur Gijón HC     | 22                | 25                | 0.88              | 6                 | 0                 | 0                 |
| 8                 | Carla Fontdeglòria     | Medicare System Mataró | 22                | 26                | 0.85              | 5                 | 0                 | 2/7               |
| 9                 | Giulia Galeassi        | CP Las Rozas           | 22                | 26                | 0.85              | 4                 | 2/3               | 4/8               |
| 10                | Anna Casarramona       | Hostelcur Gijón HC     | 21                | 26                | 0.81              | 5                 | 0                 | 0                 |